# Cartoonmuseum Basel – Zentrum für narrative Kunst

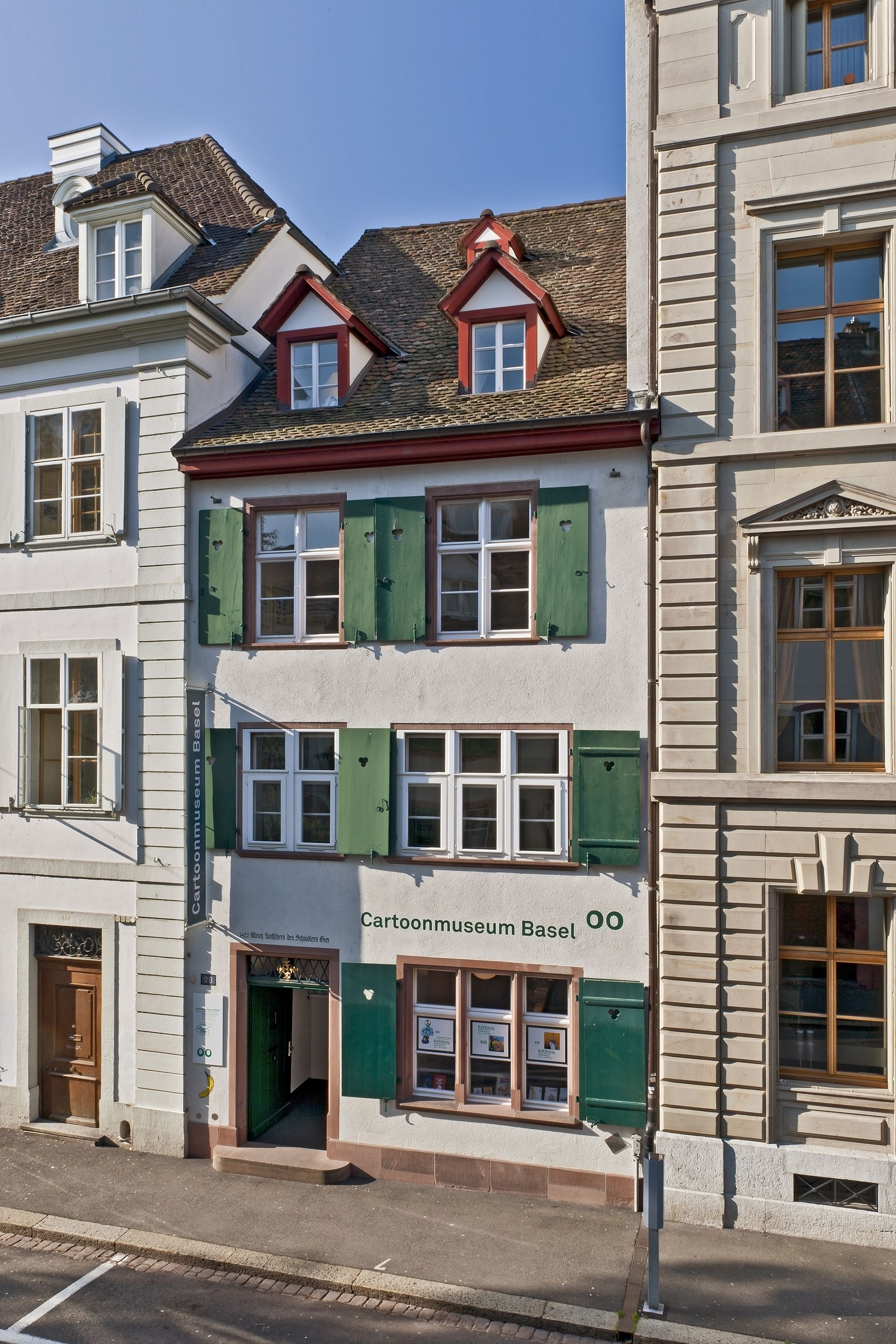
Aussenansicht (Vorderhaus) Cartoonmuseum Basel

Das Cartoonmuseum Basel – Zentrum für narrative Kunst widmet sich als einziges Schweizer Museum ausschliesslich der narrativen Kunst, sei es in Zeichnung, Comic, Graphic Novel, Comic-Reportage, Cartoon, Karikatur oder Animation. Es sammelt, präsentiert, vermittelt und leistet als Kompetenzzentrum einen Beitrag zur Diskussion über diese Kunstform und über die gesellschaftlichen Themen, die sie aufnimmt.
Das Museum verfügt über eine repräsentative Sammlung von über 12'000 Werken schweizerischer und internationaler Herkunft. Der Schwerpunkt der Museumstätigkeit liegt in kuratierten Ausstellungen zu einem aktuellen Thema oder einzelnen Künstlern. Die Ausstellungsinhalte werden durch Vermittlungsangebote wie Führungen, Workshops und Ausstellungsgespräche ergänzt.
Die Museumsbibliothek besteht aus Primär- und Sekundärliteratur zu Comic, Cartoon und Karikatur. Sie widerspiegelt das Spektrum von arrivierten und populären Titeln bis hin zu Werken der Sub- und Gegenkultur. Der Museumsshop bietet eine grosse Auswahl an Postkarten und führt ausgewählte Monografien, Cartoonbücher und Comics, die mit den wechselnden Ausstellungen aktualisiert und erweitert werden. Darüber hinaus gestaltet das Museum aktiv die Schweizer Comicszene mit und ist (in Kooperation mit der Hochschule Luzern – Design & Kunst und der Christoph Merian Stiftung) für die Nationalen Symposien zur 9. Kunst verantwortlich.

## Sammlungsgeschichte und Gebäude

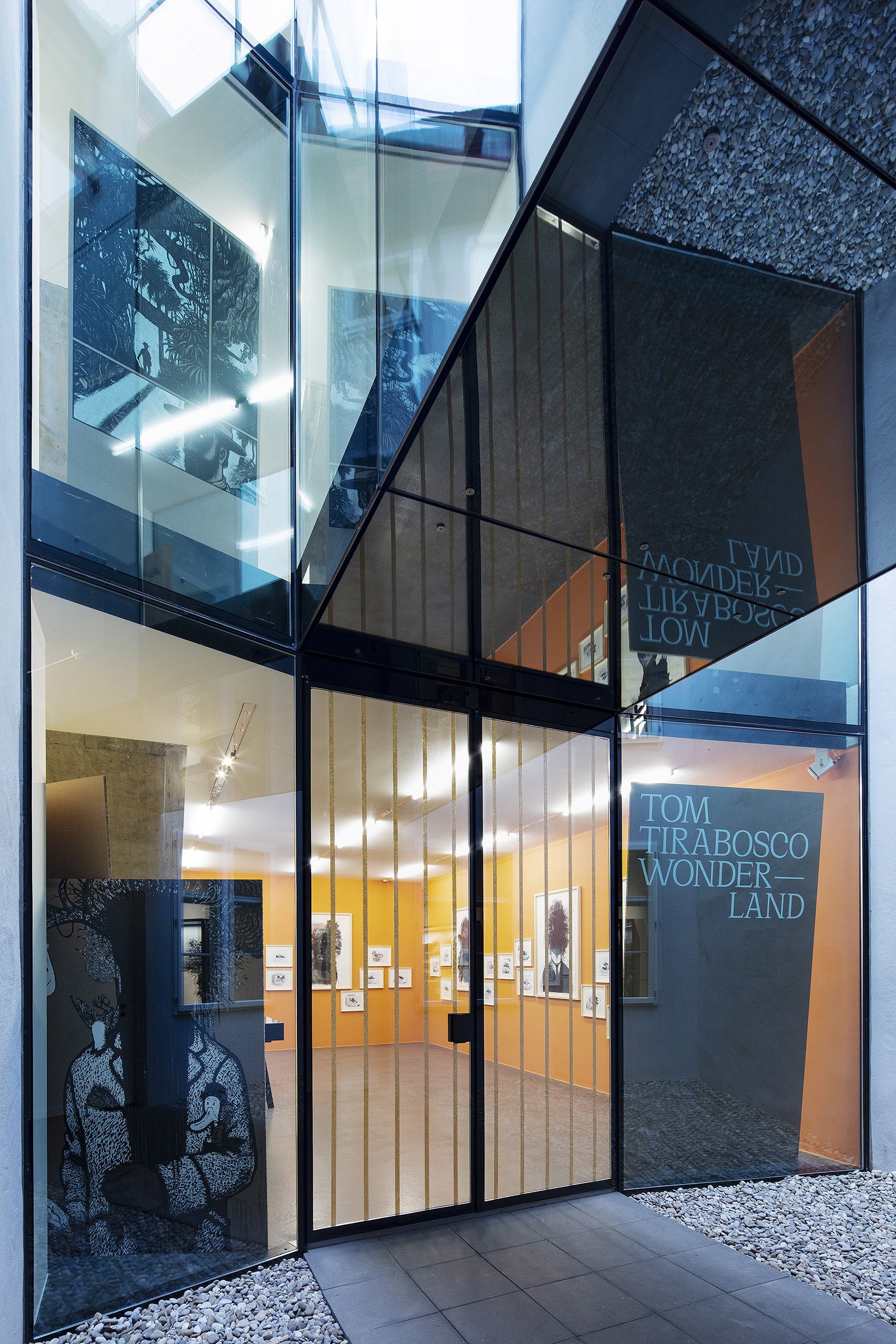
Die Passerelle, welche den Neubau mit dem Altbau verbindet

Gründer und Stifter des Cartoonmuseum Basel war der Basler Mäzen Dieter Burckhardt (1914–1991), der seine Privatsammlung von Comics, humoristischen Zeichnungen, Cartoons und Karikaturen einer breiten Öffentlichkeit zugänglich machen wollte. Er rief 1979 die Stiftung Sammlung Karikaturen & Cartoons ins Leben, die seither von der Christoph Merian Stiftung verwaltet wird. 1980 wurde unter dem Namen Karikatur & Cartoon Museum Basel die erste Ausstellung an der St. Alban-Vorstadt 9 eröffnet. Die Museumssammlung wird durch den Ankauf einzelner Werke und die Übernahme ganzer Bestände laufend erweitert.
1991 erwarb die Stiftung die Altstadtliegenschaft St. Alban-Vorstadt 28. Das hochgotische Gebäude wurde vom Architektenbüro Herzog & de Meuron saniert und um einen Neubau erweitert. Im Mai 1996 nahm das Museum den Betrieb am neuen Standort auf. 2009 wurde es in Cartoonmuseum Basel umbenannt. Seit Dezember 2023 ergänzt der Zusatz Zentrum für narrative Kunst den Museumsnamen und verdeutlicht den Auftrag und Anspruch der Institution.

## Ausstellungen (Auswahl)
- 2008/2009: Sempé

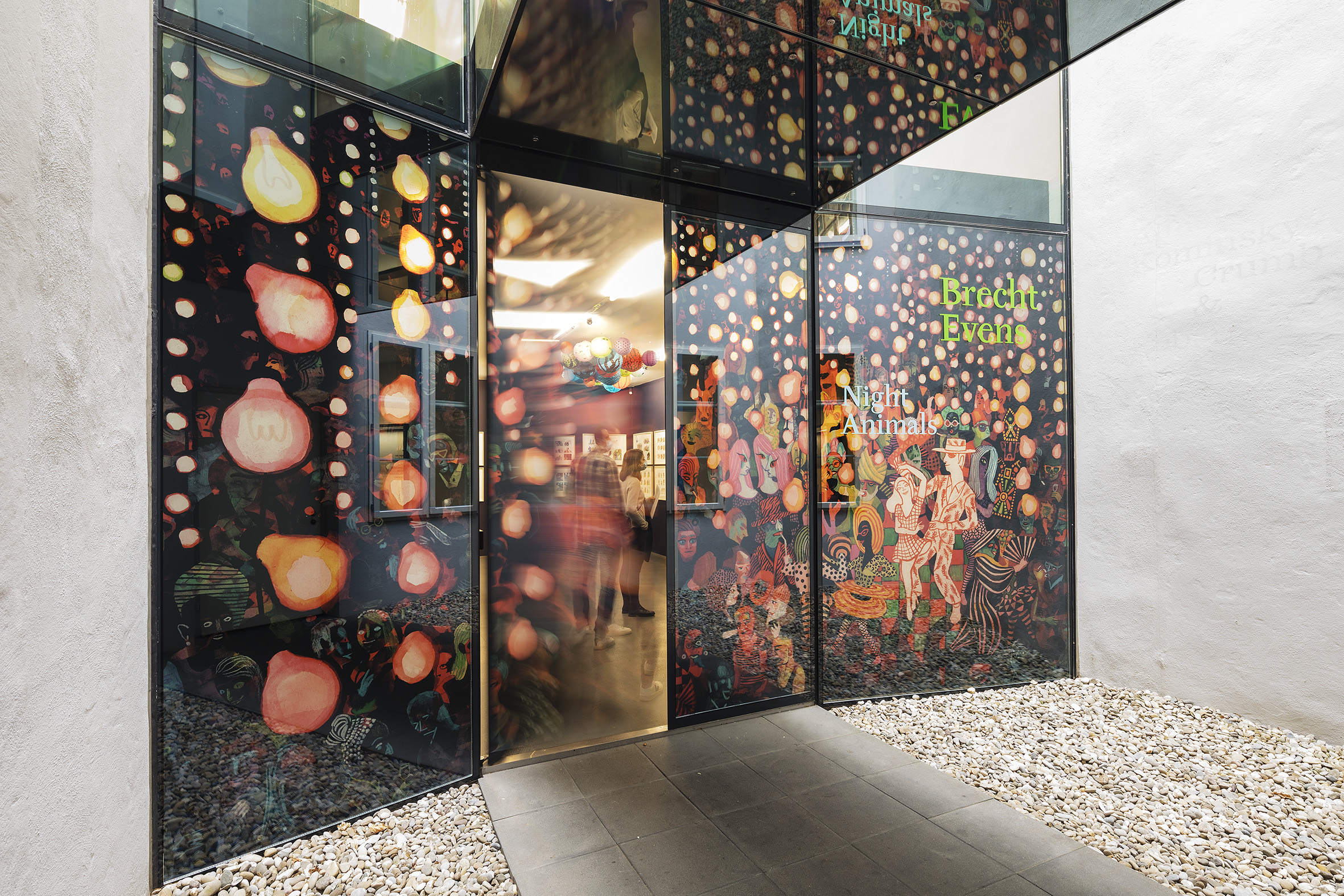
Eingang zur Ausstellung Brecht Evens. Night Animals

- 2011: Ralf König. Gottes Werk und Königs Beitrag
- 2012: Winsor Mc Cay. Comics, Filme, Träume
- 2012/2013: Comics Deluxe! Das Comicmagazin Strapazin
- 2013/2014: Die Abenteuer der Ligne claire. Der Fall Herr G. & Co.
- 2014/2015: Joost Swarte. Zeichner und Gestalter
- 2015/2016: Joe Sacco. Comics Journalist
- 2016: Aline Kominsky-Crumb & Robert Crumb. Drawn Together
- 2016/2017: dr. Zep & mr. Titeuf
- 2017: Christoph Niemann. That’s How!
- 2017/2018: Lorenzo Mattotti. Imago
- 2018/2019: Le Monde de Tardi
- 2019: Joann Sfar. Sans début ni fin
- 2019/2020: Tom Tirabosco. Wonderland
- 2020/2021: Brecht Evens. Night Animals
- 2021: Big City Life
- 2021: Posy Simmonds. Close Up
- 2021/2022: Catherine Meurisse. L'Humeur au sérieux
- 2022: Lika Nüssli. Im Taumel
- 2022: Gabriella Giandelli. Kaleidoskope
- 2022/2023: Cosey. Vers l'inconnu
- 2023: Will Eisner. Graphic Novel Godfather
- 2023: Hécatombe Collectives
- 2023: Chris Ware. Paper Life
- 2023: Blutch. Demain!
- 2024: Dominique Goblet. Untiefen
- 2024: Richard McGuire. Then and There, Here and Now
- 2024: Gerhard Glück. Das einfache Leben
- 2025: Alison Bechdel. The Essential

## Publikationen (Auswahl)
- How to Love. Graphic Novellas by Actus Comics. Cartoonmuseum Basel (Hg.). Christoph Merian Verlag, 2011, ISBN 978-3-85616-541-3
- Comics Deluxe! Das Comicmagazin Strapazin. Cartoonmuseum Basel (Hg.). Christoph Merian Verlag, 2012, ISBN 978-3-85616-577-2
- Joost Swarte. Zeichner und Gestalter. Anette Gehrig (Hg.). Cartoonmuseum Basel. 2014, ISBN 978-3-033-04806-5
- Zeichner als Reporter. Joe Sacco. Comics Journalismus. Pierre Thomé, Anette Gehrig, Yves Noyau (Hg.). Christoph Merian Verlag, 2015, ISBN 978-3-85616-671-7
- Aline Kominsky-Crumb & Robert Crumb. Drawn Together. Anette Gehrig (Hg.). Christoph Merian Verlag, 2016, ISBN 978-3-85616-819-3
- Lorenzo Mattotti. Ligne Fragile. Anette Gehrig (Hg.). Christoph Merian Verlag, 2017, ISBN 978-3-85616-846-9
- Joann Sfar. Ohne Anfang und Ende – Comic in Arbeit. Anette Gehrig (Hg.). Cartoonmuseum Basel, 2019
- Victoria Lomasko. Other Russias. Anette Gehrig (Hg.). Cartoonmuseum Basel, 2019
- Tom Tirabosco. Trente oiseaux morts. Anette Gehrig (Hg.). Cartoonmuseum Basel, 2019
- Christoph Fischer. Während ich schlief. Anette Gehrig (Hg.). Christoph Merian Verlag, 2020, ISBN 978-3-85616-919-0
- Brecht Evens. Idulfania. Cartoonmuseum Basel, Anette Gehrig (Hg.). Christoph Merian Verlag, 2020, ISBN 978-3-85616-937-4
- Gabriella Giandelli. Mirabile Bestiarium. Cartoonmuseum Basel, Anette Gehrig (Hg.). Christoph Merian Verlag, 2022, ISBN 978-3-85616-980-0
- Richard McGuire. Then and There, Here and Now. Cartoonmuseum Basel, Vincent Tuset-Anrès, Anette Gehrig, Richard McGuire (Hg.). Christoph Merian Verlag, 2024, ISBN 978-3-03969-024-4

## Direktion und Kuratoren
- 1979–1994: Jürg Spahr
- 1995–2004: Daniel Bolsiger
- 2004–2007: Simone Thalmann, Michael Mauch
- 2008: Anna Bonacci (Januar bis August 2008, ad interim)
- seit 2008: Anette Gehrig